# Dekanat zarajski
Dekanat zarajski – jeden z 48 dekanatów eparchii moskiewskiej obwodowej Rosyjskiego Kościoła 
Prawosławnego. Obejmuje cerkwie położone w rejonie zarajskim obwodu moskiewskiego. Funkcjonują w nim cztery cerkwie parafialne miejskie, dwadzieścia cerkwi parafialnych wiejskich, pięć cerkwi filialnych, cerkiew domowa i siedem kaplic.
Funkcję dziekana pełni protojerej Piotr Spiridonow.

## Cerkwie w dekanacie[1]
- Cerkiew św. Mikołaja w Aponitiszczach
- Cerkiew Narodzenia Matki Bożej w Bolszych Biełyniczach
- Cerkiew św. Mikołaja w Wierchnim Masłowie
- Cerkiew Przemienienia Pańskiego w Gornym

Kaplica Przemienienia Pańskiego
- Cerkiew Przemienienia Pańskiego we Żurawnej
- Cerkiew św. Eliasza w Zarajsku
- Cerkiew Kazańskiej Ikony Matki Bożej w Zarajsku
- Cerkiew Zwiastowania Pańskiego w Zarajsku
- Sobór św. Mikołaja w Zarajsku

Cerkiew św. Serafina z Sarowa w Zarajsku
Cerkiew Świętej Trójcy w Zarajsku
Cerkiew Ścięcia Głowy św. Jana Chrzciciela w Zarajsku
Cerkiew domowa św. Łukasza (Wojno-Jasienieckiego) w Zarajsku
Kaplica św. Mikołaja
Kaplica św. Jerzego
Kaplica Świętej Trójcy
- Cerkiew Trójcy Świętej w Zimienkach
- Cerkiew Opieki Matki Bożej w Zimienkach
- Cerkiew Opieki Matki Bożej w Złychinie
- Cerkiew Obrazu Zbawiciela Nie Ludzką Ręką Uczynionego w Ilicynie
- Cerkiew Smoleńskiej Ikony Matki Bożej w Karinie
- Cerkiew Zwiastowania Pańskiego w Klin-Bieldinie
- Cerkiew Zaśnięcia Matki Bożej w Kukowie
- Cerkiew św. Mikołaja w Miszczinie
- Cerkiew Świętego Ducha w Monogarowie
- Cerkiew Narodzenia Pańskiego w Proniuchłowie
- Cerkiew Narodzenia Matki Bożej w Prudkach
- Cerkiew Narodzenia Matki Bożej w Raduszinie

Kaplica św. Mikołaja
- Cerkiew Zaśnięcia Matki Bożej w Rożnowie

Cerkiew Ikony Matki Bożej „Wszystkich Strapionych Radość” w Rożnowie
Cerkiew Włodzimierskiej Ikony Matki Bożej w Rożnowie
Kaplica Kazańskiej Ikony Matki Bożej
Kaplica św. Mikołaja
- Cerkiew Przemienienia Pańskiego w Strupnej
- Cerkiew Ikony Matki Bożej „Hodigitria” w Czerniewie